# کیو، استرالیای غربی
کیو (به انگلیسی: Cue) یک شهرک در استرالیا است که در استرالیای غربی واقع شده‌است.